# 衝動制御障害
『精神障害の診断と統計マニュアル』第4版（DSM-IV）では「他のどこにも分類されない衝動制御の障害」の大分類が、『ICD-10 第5章:精神と行動の障害』でも「習慣および衝動の障害」の中分類があり、この障害には、間歇性爆発性障害、窃盗癖、放火癖、病的賭博が含まれる。
DSMの第5版（DSM-5）では、「秩序破壊的・衝動制御・素行症群」が反抗挑戦性障害、間欠性爆発性障害、素行症、放火症、窃盗症を含んでいる。
他の障害に見られるような衝動制御の問題では分類できず、また害を与えるような衝動に抵抗できないという特徴を持つ。

## 定義
精神医学的障害の一種である。

## 分類
『精神障害の診断と統計マニュアル』第4版（DSM-IV）では「他のどこにも分類されない衝動制御の障害」に分類される。そこに説明されるように、他の障害に見られるような衝動制御の問題では分類できず、また害を与えるような衝動に抵抗できないという特徴を持つ。以下、DSM-IVを出典とし、一覧と説明を挙げる。
- 間欠性爆発性障害は、攻撃的行動に抵抗しきれない。
- 窃盗癖は、金銭の価値にも用途にも関係なく、盗もうという衝動に抵抗できない。
- 放火癖も、同様に放火自体に喜びを覚えている。
- 病的賭博とは、不適応的な賭博行為が持続している。
- 抜毛癖は、満足のために体毛を抜く結果として、抜毛が目立つ状態である。（DSM-5より強迫性障害に移動された）
- 特定不能の衝動制御の障害

『ICD-10 第5章:精神と行動の障害』でも同様に、「F63 習慣および衝動の障害」に含まれるのは、病的賭博、放火癖、窃盗癖、抜毛癖、他の習慣および衝動の障害として例に間歇性爆発性障害があり、また特定不能のものである。